# Ermy Kullit
Ermy Kullit, cuyo nombre completo es Ermy Maryam Nurjannah Kullit (nacida en Manado, el 13 de mayo de 1955), es una cantante de jazz indonesia. Ermy también ha sido apodada como Selena Jones de Indonesia. Su nombre artístico se ha hecho conocer gracias a la canción "Love" que fue compuesta por Richard Kyoto, inspirada en el tema musical "Surrender" autoría de Ryan Kyoto. Desde que comenzó su carrera en 1973, ha grabado Ermy más de 20 álbumes discográficos.

## Discografía

### Álbumes
- Cinta (Piringan Hitam/Lagu-lagu Favorite's Grup) LCC - 1974
- Nikmatnya Cinta (Jazz Dixie) Irama Tara -1982
- Aku Jatuh Cinta (Bossas/Lagu-lagu Rinto Harahap) Granada Record -1983
- Cintaku Abadi (Pub Musik / Vol. 1-Versi I) Granada Record -1984
- Pesona (Pub Musik / Vol. 1-Versi II) Granada Record -1984
- Walau Dalam Mimpi (Vol. 2) Granada Record -1985
- Kasih (Vol. 3) Granada Record -1986
- Sesal (Vol. 4) Granada Record - Mei 1988
- Pasrah (Vol. 5) Granada Record - April 1989
- Rela (Vol.6) Granada Record - Agustus 1990
- Kusadari (Album Johan Untung) Granada Record - Agustus 1990
- O, Ina Ni Keke (Album Kolintang) Granada Record - April 1991
- Siapa Sangka (Vol.7) Granada Record- September 1992
- Tergoda (Vol.8) Granada Record - Oktober 1994
- Mama (Album Orkes Kolintang) Granada Record - Februari 1995
- Sendiri (Vol.9) Granada Record -1996
- Saat Yang Terindah (Album Indra Lesmana-reborn) Blackboard - Maret 1999
- Saat Yang Terindah - RPM - 2000
- Blue Berry Hill (Album Ireng Maulana All Stars) Sangaji- 2006
- Untukmu (Jack Jazz-Johan Untung dkk) Platinum - 2006
- Salahkah (Album Primavera -The Beginning) Irama Tara - 2007
- Di Hatiku - Platinum Record - 2007

### Copilación / Festival
- Anugerah (Festival Lagu Populer Indonesia 1987) Bulletin - 1987
- Best (Box / Versi I - Vol. 1) Granada Record-12/92
- Best (Versi II - Vol. 1) Granada Record-06/98
- Best (Vol.2/Single: Kuharus Bagaimana) Granada Record-12/91
- 20 Lagu Terbaik Blackboard - 1993
- Private Collection Granada Record- 12/93